# Јасна Шамић
Јасна Шамић (Сарајево, 1949) је босанскохерцеговачки (екс-југословенски) и француски писац, оријенталиста, преводилац, књижевни критичар, књижевни историчар, драматург, и аутор (режисер) позоришних представа и документараца. Живи у Паризу.

## Биографија
Јасна Шамић је рођена 1949. године у Сарајеву као ћерка Мидхата Шамића. Ту је завршила основну школу, гимназију и средњу музичку школу (одсек клавир). Дипломирала је на Филозофском факултету у Сарајеву на Групи за Турски језик и књижевност и Арапски језик и књижевност. На истом факултету је студирала и персијски језик као трећи оријентални језик. Магистрирала је на истом факултету, одбранивши магистарску тезу из области опште лингвистике. Била је стипендиста Француске владе за израду доктората у Паризу. Докторирала је на Сорбони (Université de Paris III - Sorbonne Nouvelle), стекавши докторат (Doctorat d’Etat) из области суфизма и историје Босне. Јасна Шамић се остварила као књижевник, преводилац, режисер и научни истраживач. Држала је предавања и учествовала на научним скуповима неколико европских и америчких универзита. Објавила је дела из белетристике, есејистике, као и научно-истраживачке радове. Од 1992. године, дефинитивно се настанила у Француској, у Паризу где и данас живи и ради, и то као слободан уметник, бавећи се писањем и прављењем документараца и позоришних представа.
О свом родном граду, Сарајеву, Јасна Шамић је рекла:
Тамо одлазим јер имам још родбине и пријатеља, јер је Сарајево и с овим рустикалним, дивљим елементима у себи и даље шармантан град, фасцинантан, инспиративан. Тамо недостаје много чега, али нема досаде, а ја се бојим досаде.

## Професионални рад
Јасна Шамић је у свом веома богатом професионалном раду обављала бројне и значајне функције. У периоду од 1973. до 1992. године, била је асистент, доцент а потом и ванредни професор на Одсеку за оријенталистику Филозофског факултета у Сарајеву. У периоду од 1986. до 1993. године била је сарадник француског националног радија (RFI, Radio France Internationale) као и радија France Culture у периоду од 1992. до 1996. године. Током 1992. године била је директор истраживања у Националном истраживачком центру у Паризу (Directeur de recherche associée au CNRS). До 2002. године, била је предавач на Универзитету Марк Блох у Стразбуру, где је држала предавања из језика, књижевности, историје и цивилизације Балкана. До 1992. године била је члан Издавачког савета у издавачкој кући „Веселин Маслеша”, и члан редакције београдског часописа „Културе Истока”. Била је потпредседник Удружења преводилаца БиХ. Члан је Азијског друштва у Паризу (Société asiatique) од 1984. године. Члан је Француског удружења књижевника од 1994. године, затим члан ПЕН-а БиХ i члан ПЕН-a Француске; члан Босанског удружења писаца. 
Аутор је бројних чланака из суфизма и историје Балкана објављених у европским и америчким гласилима, као и у енциклопедијама.
Поставила је десетак представа на сарајевске и париске позоришне сцене. Међу последњим је и поетски спектакл „D'un soleil à l'autre” („Од сунца до сунца”), на стихове француског песника Роубена Мелика, одржан у Паризу 2009. године. Снимила је више документарних и краткометражних играних филмова приказаних у Сарајеву, Стразбуру и Паризу. Такође, ауторка је изложбе Париз - Сарајево 1900. чија је поставка била у Сарајеву (Музеј града), током јула и августа 2000. године, затим у Паризу (La galerie Le Lys) током новембра и децембра 2002, и у Луксембургу (Centre de documentations de Dudelange), током 2004. године. Јасна Шамић се остварила и као књижевни преводилац. Преводила је са турског, арапског, персијског, италијанског, енглеског и француског језика на српскохрватски (бошњачки) језик као и са српскохрватског (бошњачког) на турски-османски, шпански и француски језик. Уредница је часописа „Књижевна сехара” који излази на три језика: бошњачком (српскохрватском), енглеском и француском.
Јасна Шамић је добитник више међународних књижевних награда као што је Стендалова (Missions Stendhal), 2008, Gauchez- Pillippot  2014, Награда публике на Салону балканске књиге  (Salon du livre des Balkans), Париз 2018, награда Naji Naaman Honorary Prize за целокупно дело 2018; њена дела су више пута награђивана и од стране Фондације за издаваштво БиХ, између 2015 и 2018...

### Приређене антологије
- „Антологија савремене француске књижевности”, (ЗИД, Сарајево, 1997)
- „Антологија босанске књижевности” (издавачка кућа из Грчке)

### Дела писана и објављена на француском
- „Eclatement yougoslave, (s grupom autora), éd. de l’Aube, (Paris, 1994)
- „Voyage balkanique”, (s grupom autora), (Stock, Paris, 1994)
- „Bosnie - Pont des deux mondes”, (ISIS, Istanbul, 1996)
- „Pavillon bosniaque”, (ISIS, Istanbul, 1996)
- „Histoire inachevée”, éd. de l’Oeil sauvage, (Bayonne, 1996)
- „Les extrémismes de l’Atlantique à l’Oural”, (s grupom autora), éd. de l’Aube, (Paris, 1996)
- „La Méditerranée des femmes”, pripovjetke, (s grupom autora), éd. l’Harmattan, (Paris, 1998)
- „Paris Sarajevo 1900”, Katalog za izložbu, (Centre de documentations de Dudelange, 2004)
- „Pavillon bosniaque/Palais des illusions”, roman, novo izdanje, (Dorval éditions, Paris-Orléans, 2005)
- „Amoureux des oiseaux”, poezija i prozа, francusko-bošnjačko izdanje,(Bf éditions, Strasbourg, 2006)
- „Portrait de Balthazard”, (MEO, Bruxelles, 2012)
- „L’Empire des ombres”, (Publibook, Mon petit éditeur, Paris, 2013)
- „Le Givre et la Cendre”, (M.E.O., Bruxelles, 2015)
- „Trois Histoire un Destin”, Harmattan, (Paris, 2016)
- „Dans le lit d'une rêve”, (M.E.O., Bruxelles, 2017)
- „Les contrées des âmes errantes” ((M.E.O., Bruxelles, 2019)

### Дела писана и објављена на бошњачком (српскохрватском)
- збирка поезије „Исјечени тренуци”, (Свјетлост, Сарајево, 1973)
- збирка поезије „У Хладу друге коже”, (Веселин Маслеша, Сарајево, 1980)
- збирка поезије и прозе „Из забиљежака Бабур Шаха”, (Свјетлост, Сарајево, 1986)
- научна студија „Мистички Ерос – Јунус Емре”, критичко издање уз превод поезије турског суфијског пјесника, (Глас, Бања Лука, 1990)
- збирка политичких есеја „Париски ратни дневник”, (ЕНЕС, Истанбул, 1994)
- драмски текст „Сјећање на живот”, (Водникова Домачија, Љубљана, 1995)
- драмски текст „Град љубав смрт”, (Водникова Домачија, Љубљана, 1995)
- роман „Мраз и пепео”, (Босанска Књига, Сарајево, 1997)
- збирка приповедака „Валцер”, (Media Press, Сарајево, 1998)
- роман „Босански павиљон”, (Свјетлост, Сарајево, 2000)
- роман, „Соба с погледом на океан”, (Тешањ, 2001)
- монографија „Париз Сарајево 1900”, (Media Press, Сарајево, 2001)
- роман „Портрет Balthazara Casiglionea”, (Рабиц, Сарајево, 2002)
- „Драме”, (Босанска ријеч, Wuppertal - Тузла, 2006)
- роман „Царство сјенки”, (Зоро, Сарајево - Загреб, 2007)
- приче-цртице „На Сени барка”, (Wuppertal - Тузла, 2007)
- збирка филозофских есеја „Мистика и мистика”, (Плима, Цетиње, 2010)
- роман „Мозарт”, (Шахинпашић, Сарајево, 2013)
- збирка филозофских есеја „Мистика и мистика”, поновљено допуњено издање, (Buybook, Сарајево, 2015)
- збирка поезије „На постељи од сна”, (Добра књига, Сарајево, 2015, награда Фондације за издаваштво БиХ)
- роман (први дио трилогије) „Предјели лутајућих душа” (Planjax, 2017, награда Фондације за издаваштво БиХ)
- роман „Царство сјенки”, (Factum, Београд, 2018)
- збирка поезије „Свјетло мрака”, (Добра књига, Сарајево, награда Фондације за издаваштво БиХ, 2018)
- роман „Девети вал”, (Цетиње:OKF; Београд: Factum izdavaštvo; Сарајево: Buybook, 2018
- књига „Медо прекинуо сеоску идилу”, прича за децу са илустрацијама Мариа Микулића, (RABIC, Сарајево, 2018).

### Књижевни преводи
Преводи на бошњачки (српскохрватски)
- превод с арапског, избор из дела „1001 ноћ”, (Свјетлост, Сарајево, 1980, 1981, 1988, 1990)
- превод с турског, роман „Дјеца трију улица”, Зекерија Неџати, (Свјетлост, Сарајево, 1982)
- превод с француског, књига „Изаћи из проклетства : ислам између цивилизације и барбарства”, Meddeb Abdelwahab, (Buybook, Сарајево, 2011)
- превод с француског, „Светковина безначајног”, Милан Кундера, (Buybook, Сарајево, 2015)
- превод с француског   „Добар син”, Паскала Брикнера,  (Buybook, Сарајево, 2018)
- превод с француског „И животиње имају права”, (Академска књига, Нови Сад, 2018)

Преводи на француски
- превод на француски (с османског турског), збирка поезија суфијског песника Хасан Каими Баба, „Dîvân de Kâ’imî”, (ADPF, Recherche sur les civilisations, Paris, 1986)
- превод на француски (са српскохрватског), роман Иве Андрића „Проклета авлија”, (éd. L'Age d' Homme, Paris, 1990)
- превод на француски „Монографија Сарајева”, (Свјетлост, Сарајево, 1997)
- превод на француски (са црногорског ) заједно са Gérardom Adamom , збирка поезије Игора Лукшића, „Le livre de la peur”, (M.E.O. , Bruxelles, 2016)
- превод на француски (са бошњачког) заједно са Gérardom Adamom , роман Златка Топчића, „Le mot de la fin”, (M.E.O. , Bruxelles, 2016)

### Документарни и краткометражни филмови
- Les Nakshibendis de Visoko, међународни научни скуп посвећен дервишком реду накшибендија, (Paris, 1986)
- Où sont les Bektachis de Bosnie?, међународни научни скуп посвећен дервишком реду бекташија, (Strasbourg, 1987)
- Une ville l'amour la mort, (Festival de toutes les cultures, Paris, 1996)
- Bonjour mon amour j' ai seize ans, (IPI, Parimages, 2006)
- L' artiste et son gâteau (IPI, Parimages, 2005)
- 1900 Paris - Sarajevo, (BiH TV , 2000)
- Quo vadis 68 Paris-Sarajevo , (Федерална ТВ, БХ и Фестивал Сарајевска зима, 2008)
- Coucher auprès du ciel – un souvenir mis en images (IPI, Parimages, ASJA , 2010)
- Сарајевске приче из Париза, низ документараца за телевизију Сарајево, (2013—2015)

### Представе у режији Јасне Шамић
- „Прије него што вијесник смрти појави се”, текст и режија  Јасна Шамић, Театар Младих, Сарајево, 1987
- „Souvenir d’une vie”, текст и режија Јасна Шамић, Théâtre du Procenium, Париз, 1996
- „Сусрет”, текст  и режија  Јасна Шамић, САРТР, Сарајево, 1999
- „Телефонски позив” текст и режија Јасна Шамић, КАМЕРНИ Театар, Сарајево, 2000
- „L’Amoureux des oiseaux, Музеј књижевности, Интернационални фестивал Фестивал Башчаршијске вечери, Сарајево, 2006, текст и режија Шамић као и Ecole Estienne, Париз, 2007
- „Минијатурес”, перформанс на француском и на боснанском,  текст и режија Јасна Шамић, Бошњачки институт, Фестивал Сарајевска зима, Сарајево, 2008
- „D’un soleil à l’autre”, поетски текст Роубен Мелик, режија Јасна Шамић, Théâtre Air Falguière, Париз, 2009, Moulin, le Haï les roses, 2009
- „Anniversaire”, текст и режија Јасна Шамић,  Bar de l’Industrie, Montreil, Париз, 2011
- Portrait de Balthazar, текст и режија Јасна Шамић, Maison des associations, Париз, 2012
- Les souvenirs plus lourds que le roc, текст и режија Јасна Шамић, Théâtre de Syldavie, Maisons d’Europe et d’Orient, Париз, 2014

### Награде
- Лауреат француске награде „Missions Stendhal” за 2008. годину
- Лауреат француске награде „Gauchez-Philippot” за 2014. годину
- Награде „Фондације за издаваштво БиХ” за збирку поезије „На постељи од сна”, и за роман „Предјели лутајућих душа” и за збирку пиезије „Свјетло мрака”
- Награда публике на Салону балканске књиге  (Salon du livre des Balkans), Париз за 2018. годину
- Награда Naji Naaman Honorary Prize за целокупно дело за 2018. годину